# ستيكيزم
الستيكيزم (بالإنجليزية: Stuckism) هي حركة فنية دولية تأسست في عام 1999 من قبل بيلي تشايلدش وتشارلز تومسون لتعزيز الفن التشخيصي بدلا من الفن التصوري. بحلول مايو 2017، توسعت المجموعة الأولية المكونة من 13 فنانًا بريطانيًا إلى 236 مجموعة في 52 دولة.
أصدر تشايلدش وتومسون عدة بيانات. الأول كان الستيكيزم، ويتكون من 20 نقطة تبدأ بـ"الستيكيزم هي البحث عن الأصالة". إعادة الحداثة، البيان الآخر المعروف للحركة، يعارض التفكيك والسخرية في حركة ما بعد الحداثة لصالح ما يشير إليه مرتادوا هذا الفن بـ"روحانية" الفنان. وفي بيان آخر، يعرّفون أنفسهم بأنهم مناهضون للفن وهو ضد مناهضة الفن وما يعتبرونه فنًا تقليديًا.
بعد العرض في صالات عرض صغيرة في شورديتش، لندن، أقيم أول عرض لهم في متحف عام كبير في عام 2004 في معرض ووكر للفن، كجزء من بينالي ليفربول. وقد تظاهرت المجموعة سنويًا في تيت بريطانيا ضد جائزة تيرنر منذ عام 2000، وكانت ترتدي أحيانًا أزياء المهرج. لقد خرجوا أيضًا في معارضة الفنانون البريطانيون الشباب الذين يرعاهم تشارلز ساعتجي.
على الرغم من أن الرسم هو الشكل الفني السائد في الستيكيزم، إلا أن الفنانين الذين يستخدمون وسائط أخرى مثل التصوير الفوتوغرافي والنحت والأفلام والتلزيق قد انضموا أيضًا وشاركوا في المعارضة للمفاهيمية و"فن الأنا".